# Ростовский радиотелецентр РТРС
Ростовский радиотелевизионный передающий центр (филиал РТРС «Ростовский ОРТПЦ») — подразделение Российской телевизионной и радиовещательной сети (РТРС), основной оператор цифрового и аналогового эфирного теле- и радиовещания Ростовской области, единственный исполнитель мероприятий по строительству цифровой эфирной телесети в Ростовской области в соответствии с федеральной целевой программой «Развитие телерадиовещания в Российской Федерации на 2009—2018 годы».
Филиал обеспечивает 99,74 % населения Ростовской области 20-ю бесплатными цифровыми эфирными телеканалами: Первый канал, Россия-1, Матч ТВ, НТВ, Пятый канал, Россия К, Россия 24, Карусель (телеканал), Общественное телевидение России, ТВ Центр, Рен-ТВ, Спас, СТС, Домашний, ТВ-3, Пятница, Звезда, Мир, ТНТ, Муз-ТВ и радиостанциями «Радио России», «Маяк» и «Вести ФМ». До создания филиалом цифровой эфирной телесети жители большинства населенных пунктов, за исключением Ростова-на-Дону, могли принимать не более 3-5 телеканалов. Таким образом, в 2009—2018 годах Ростовский радиотелецентр РТРС увеличил возможности телесмотрения для жителей Ростовской области в среднем в 4-7 раз.
Помимо этого филиал способствует развитию интернета и мобильной телефонной связи в регионе.
Директор филиала РТРС «Ростовский ОРТПЦ» Дмитрий Лелюк награжден орденом Дружбы «за большой вклад в реализацию проекта по переходу Российской Федерации на цифровой формат телевещания» в соответствии с Указом Президента России.

## История
В 1955 году в Ростове-на-Дону на здании физмата Ростовского государственного университета (РГУ) была установлена 50-метровая принимающая и передающая антенна. Была сконструирована экспериментальная установка для дальнего и сверхдальнего приема телевизионных передач. Она предназначалась для учебных целей. Первую передачу, посвященную Дню шахтера, приняли в РГУ из города Сталино — современного Донецка.
Строительство ростовского телецентра продолжалось около двух лет. 29 апреля 1958 года строительство было завершено на два месяца раньше установленного срока. Над городом поднялась 180-метровая телебашня. На следующий день в эфир вышла первая телепередача. 7 мая, в День радио, вышла вторая передача. Это были концерты и кинофильмы. Первые передачи Ростовского телецентра назывались пробными, проверочными, опытными.
С 1 января 1959 года передачи выходили регулярно шесть раз в неделю. Параллельно освоению техники центра шло строительство радиорелейной линии Москва — Воронеж — Ростов-на-Дону, которая позволила бы принимать передачи из столицы.
С февраля 1959 года ростовское телевидение начало трансляцию последних известий Всесоюзного радио. Телевизоры были оснащены необходимым оборудованием для приема радиопрограмм.
22 ноября 1959 года было завершено строительство радиорелейной линии (РРЛ), связавшей Ростов-на-Дону с Москвой. 1 января 1960 года посредством РРЛ была принята первая передача из Москвы.
С 1960 года Ростовский телецентр стал принимать и транслировать программы Центрального телевидения, а с 1964 года началась трансляция Второй программы.
16 октября 1967 года на основании приказа Ростовского областного управления Министерства связи в Ростове-на-Дону была организована Дирекция радиорелейной линии и ретрансляционной телевизионной станции.
В этом же году в эксплуатацию были введены первые радиорелейные линии: станица Хорошевская — станица Вёшенская, ретрансляторы в Ростове-на-Дону и Сальске. В последующее десятилетие дирекция радиорелейной линии и ретрансляционной телевизионной станции была переименована сначала в Областную радиотелевизионную передающую станцию, а затем — в Ростовский областной Радиотелевизионный передающий центр Министерства связи СССР.
Коллектив Радиотелевизионного передающего центра дважды становился победителем социалистического соревнования: в 1985 и 1987 годах.
После ряда дальнейших переименований в 2000 году радиотелецентр стал филиалом ВГТРК «Ростовский ОРТПЦ».

## Деятельность
В 2002 году на основании Указа Президента Российской Федерации от 13.08.2001 № 1031 радиотелецентр выделился из ВГТРК и стал филиалом РТРС «Ростовский ОРТПЦ».
1 сентября 2012 года в Ростовской области было запущено цифровое эфирное телевидение. Трансляция ведется в стандарте DVB-T2. Жителям ряда населенных пунктов стали доступны 10 телеканалов и три радиостанции первого пакета цифровых каналов (мультиплекса) в высоком качестве.
А уже в августе 2014 года в Ростовской области был запущен второй мультиплекс, включающий еще 10 каналов.
В августе 2017 года в Ростовской области дан старт региональному цифровому вещанию канала ГТРК «Дон-ТР» в эфире телеканалов «Россия 1» и «Россия 24».
В 2018 году 20 цифровых эфирных телеканалов стали доступны для 99,74 % жителей Ростовской области. В год проведения чемпионата мира по футболу телебашня Ростовского радиотелецентра была украшена архитектурно-художественной подсветкой.
3 июня 2019 года Ростовская область отключила аналоговое вещание федеральных телеканалов и полностью перешла на цифровое телевидение. В 11:50 по местному времени была прекращена трансляция аналоговых телепрограмм с 1092 передатчиков области. Ростовская область вместе с 35 другими регионами вошла в третий этап отключения аналогового вещания.
29 ноября 2019 года был дан старт трансляции еще одного регионального канала «Дон 24» в сетке вещания телеканала ОТР. Информационные блоки о новостях Ростовской области выходят на ОТР два раза в день — утром и вечером, каждый продолжительностью по 2-3 часа.

## Организация вещания
РТРС транслирует в Ростовской области:
- 20 телеканалов и три радиостанции в цифровом формате;
- восемь телеканалов и 14 радиостанций в аналоговом формате[27][28][29][30]

Инфраструктура эфирного телерадиовещания филиала РТРС в Ростовской области включает:
- областной радиотелецентр[31][32];
- семь производственных подразделений;
- центр формирования мультиплексов;
- 81 передающую станцию;
- 90 антенно-мачтовых сооружений;
- 165 приемных земных спутниковых станций.